# Киль-Хольтенау
Киль-Хольтенау (нем. Kiel-Holtenau) (дат. Holtenå) — исторический район Киля, расположенный районе слияния Кильского канала и Кильской бухты. В районе расположены крупные шлюзы для морского судоходства, набережная Тиссенкай, маяк Хольтенау, аэропорт Киля. К северу от Киль-Хольтенау в Киль-Шилькзе находится Олимпийская гавань.

## История
Деревня под названием Хольтенау упоминается в исторических документах с XV века. Поскольку поселение находилось к северу от Левензау, оно принадлежало Шлезвигу (тогда как большая часть Киля входила в Гольштейн). В 1779 году был построен старый Айдерканал, и на территории к востоку от деревни построены административные здания и склады.
С 1867 года Хольтенау получил статус свободного сельского сообщества в составе округа Эккернфёрде, на тот момент насчитывал около 400 жителей.
Облик района изменился с постройкой в 1895 году Кильского канала, городская и хозяйственная застройка фактически вытеснила сельские ландшафты; население Хольтенау в это время составило почти 1100 жителей. Как и по всей Кильской бухте, в Хольтенау были построены укрепления — форт Хольтенау — который, однако, никогда не использовался и был снесён после Первой мировой войны.
В 1922 году Хольтенау был включён в городскую черту Киля, на этот момент население составляло более 3000 жителей. В 1928 году был введён в эксплуатацию аэродром Киль-Хольтенау, который впоследствии был существенно расширен вермахтом. С 1934 по 1945 год в Хольтенау находились части Кригсмарине и поисковая эскадрилья Люфтваффе.
В 1956 году в Хольтенау размещена авиабаза военно-морского флота Германии, с 1958 по 2012 год на ней дислоцировалась военно-морская авиационная эскадрилья № 5 .
В 1997 году части района Хольтенау были переданы в Альтенхольц, взамен были добавлены части муниципалитета Альтенхольцер-Киль-Прис.

## Образование
В центре района находится начальная школа Хольтенау (ранее включала также и среднюю школу); впервые упоминалась в 1741 году, современное здание построено в 1961 году. Ближайшая общеобразовательная средняя школа находится в районе Киль-Фридрихсорт. К северу от аэропорта Киля расположен детский сад.

## Виды

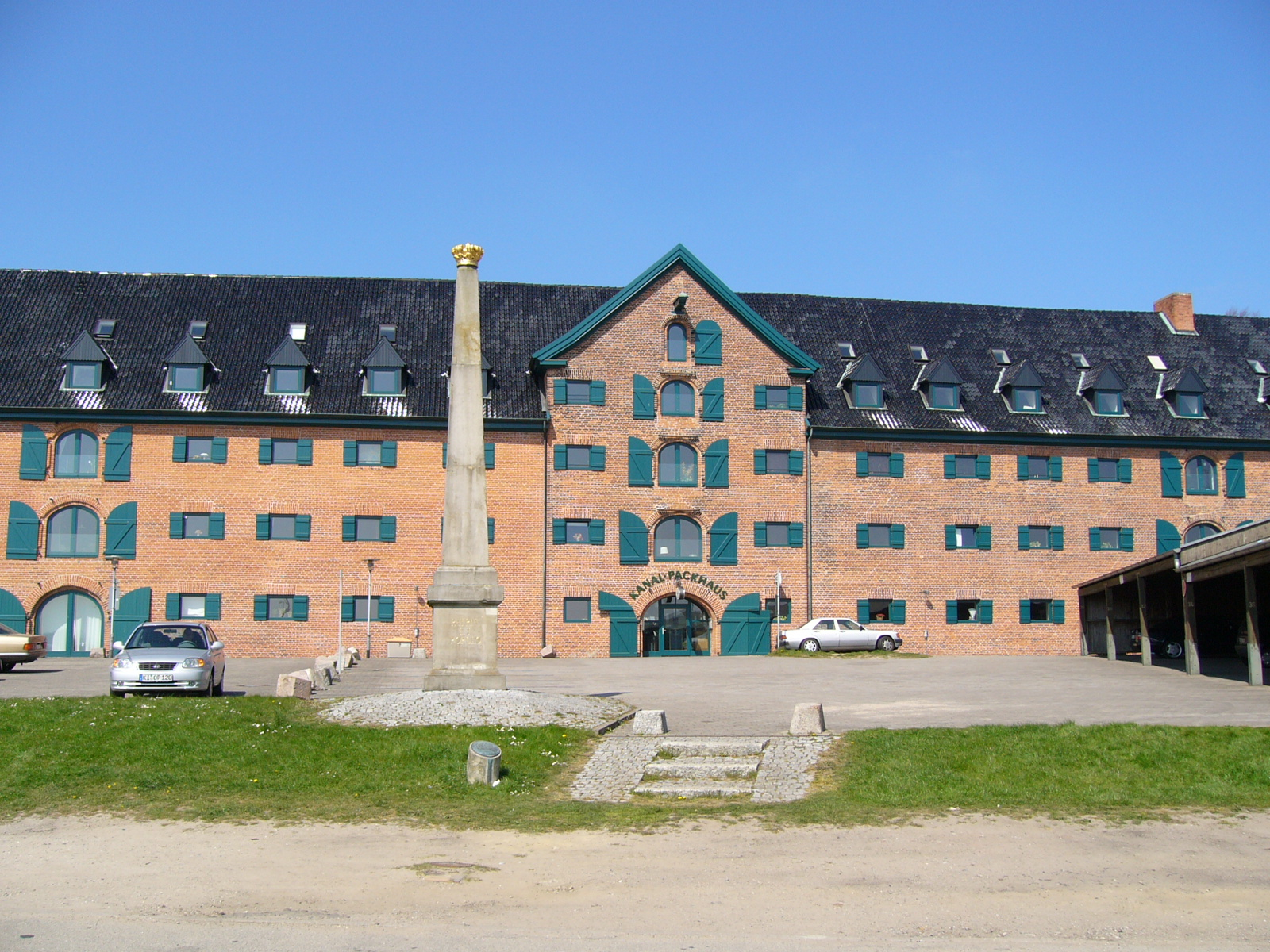
Исторический пакзауз на Айдерканале
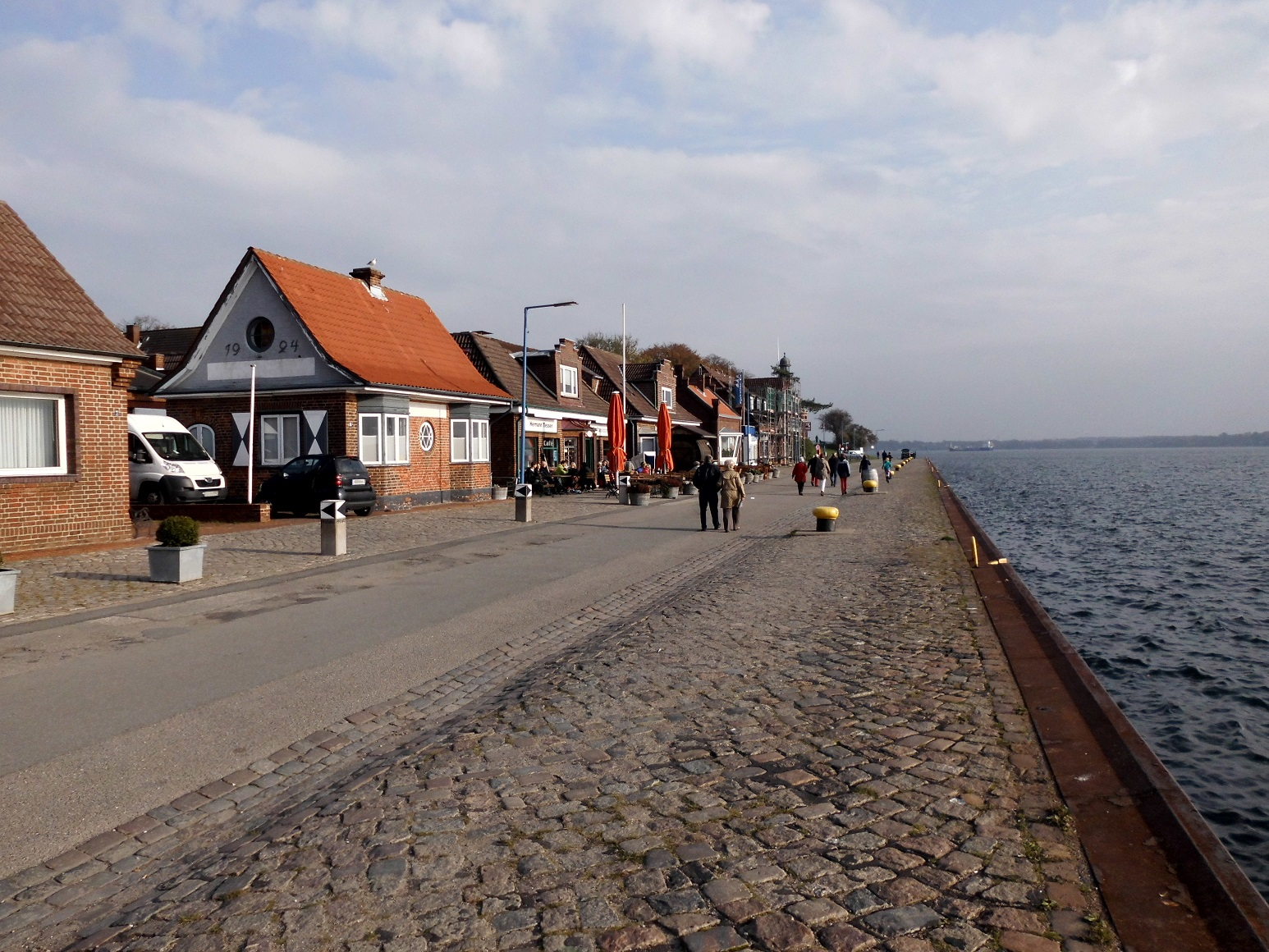
Набережная Тиссенкай
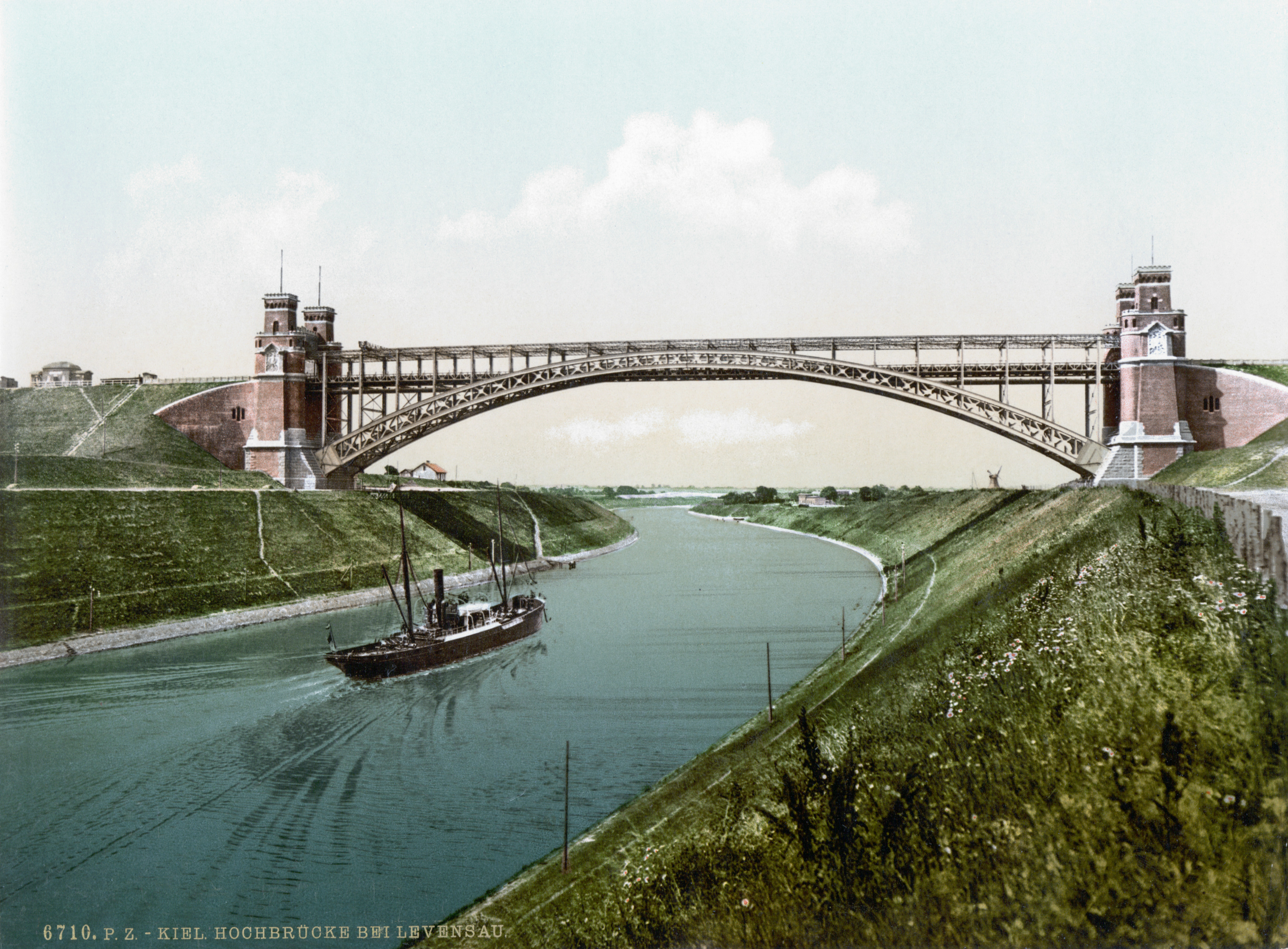
Мост Хохбрюккен[нем.] около 1900 года
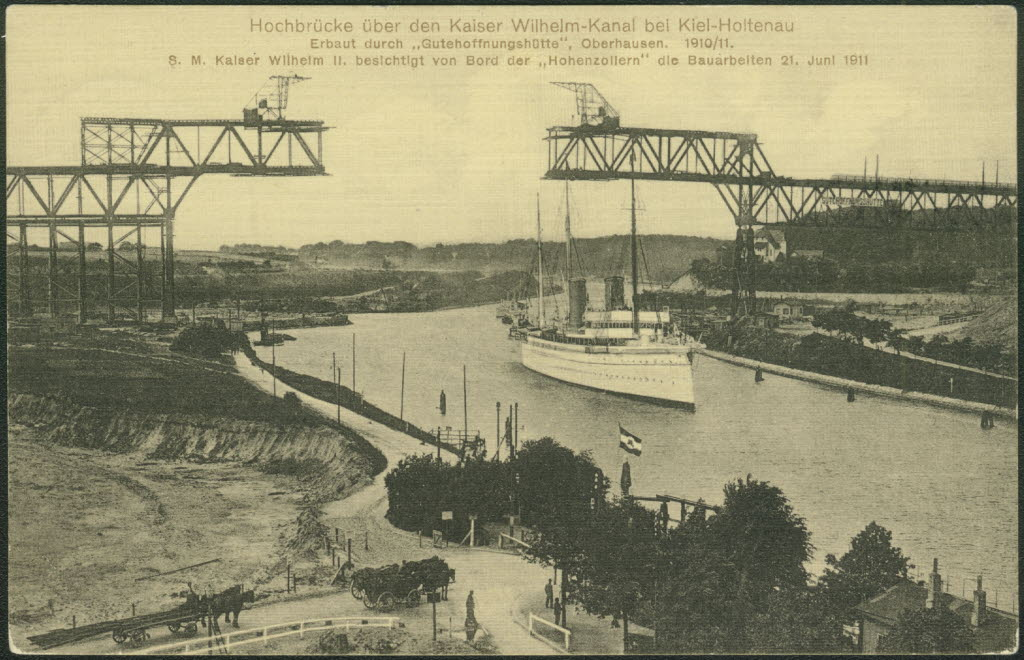
Строительство моста принца Генриха (открыт в 1912 году, разобран в 1992 году)
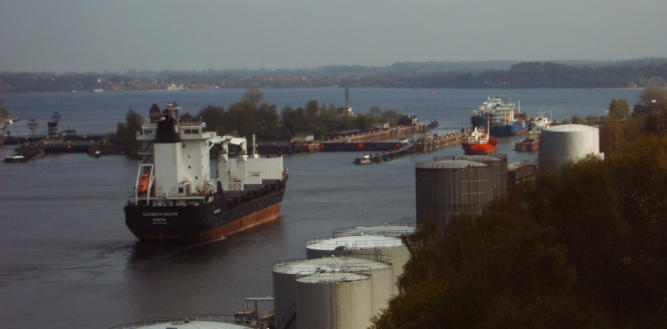
Шлюзы
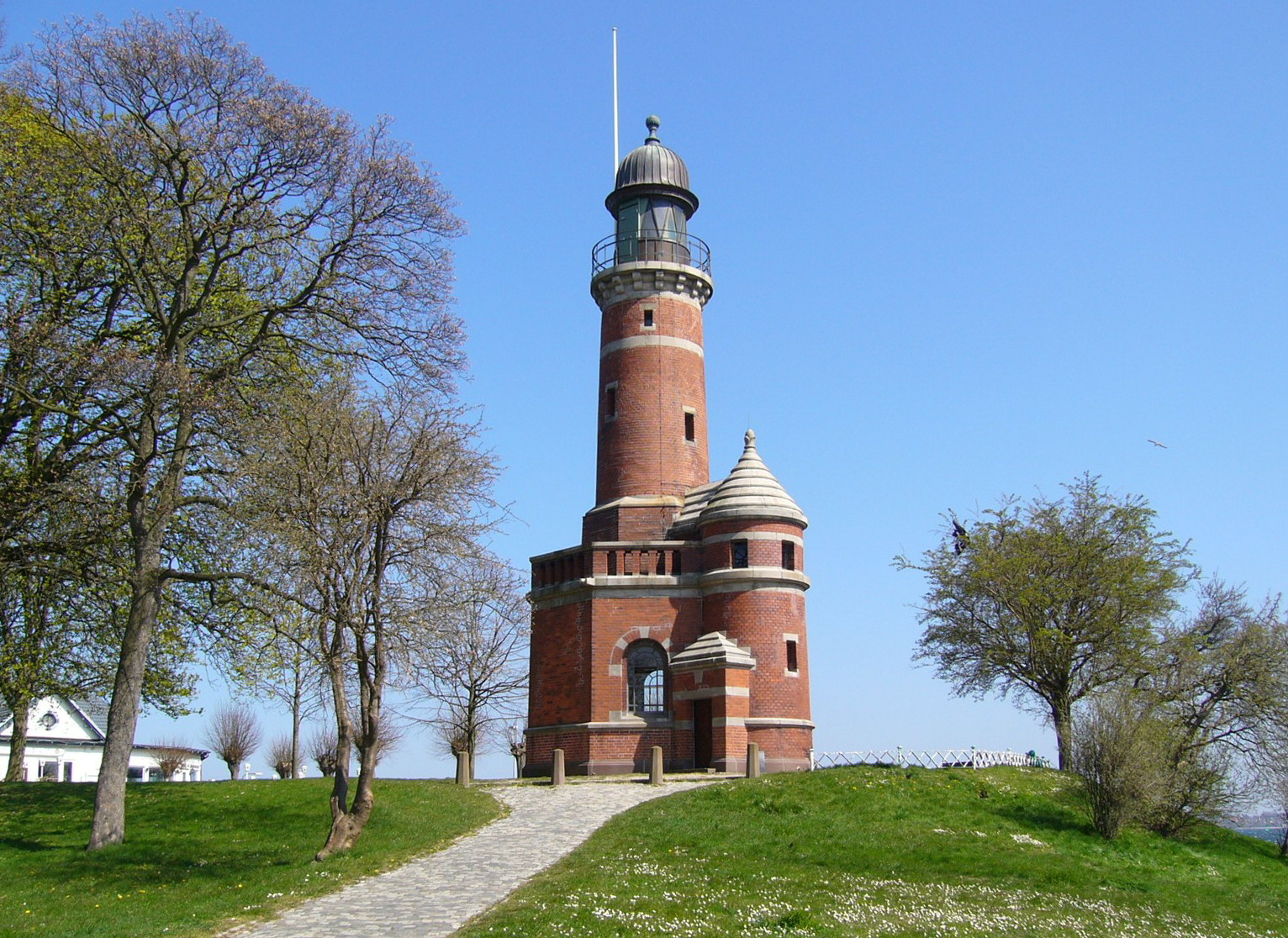
Маяк
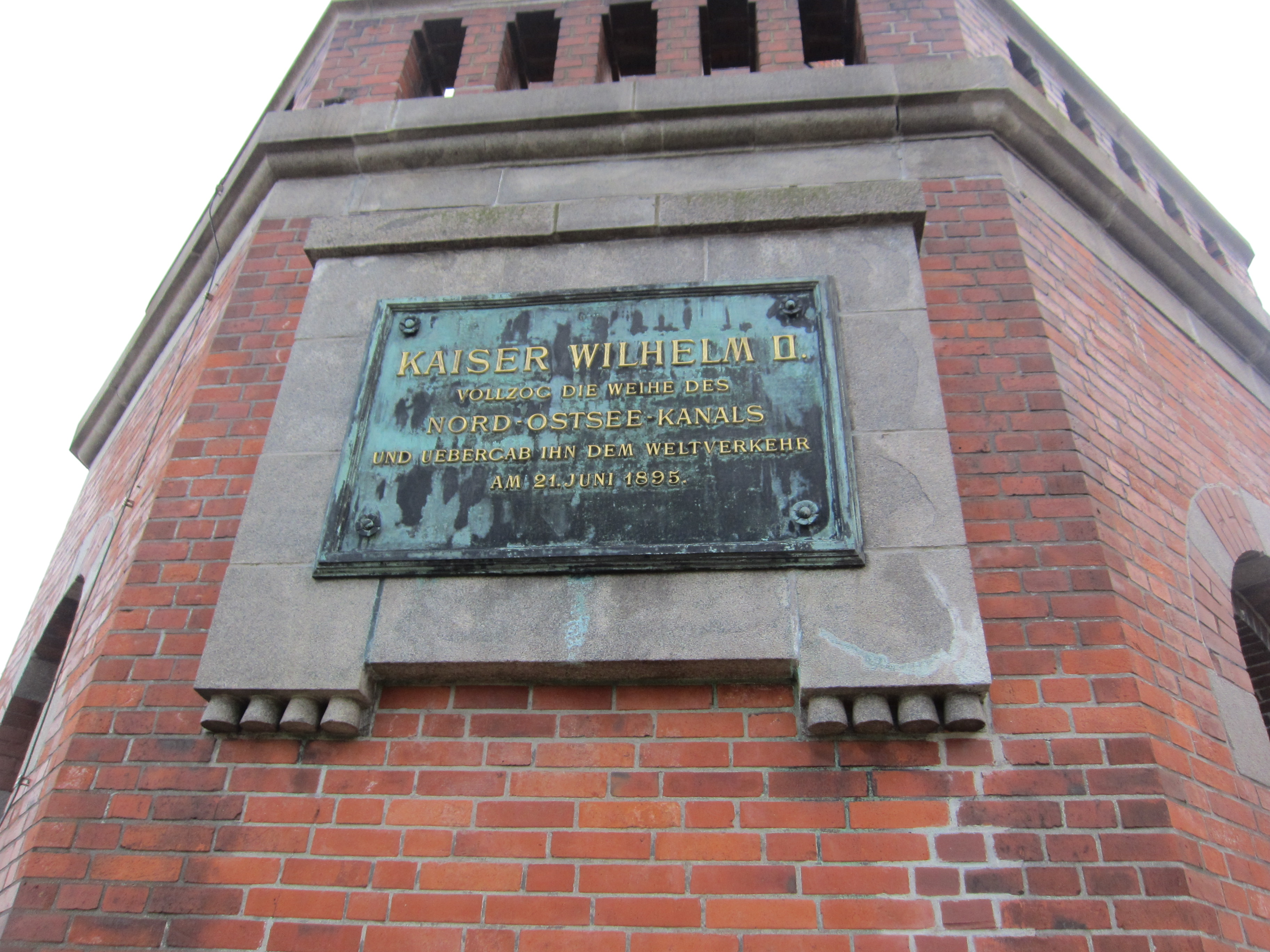
Мемориальная доска на маяке, посвящённая открытию Кильского канала